# Harzgerode
Harzgerode város Németországban, azon belül Szász-Anhalt tartományban. Lakosainak száma 7510 fő (2023. december 31.). Harzgerode Sangerhausen, Quedlinburg és Thale községekkel határos.

## Városrészei
- Alexisbad
  - Hänichen
  - Klostermühle
- Dankerode
- Stadt Güntersberge
  - Bärenrode
- Friedrichshöhe
- Harzgerode
- Königerode
- Mägdesprung
- Neudorf
- Schielo
- Silberhütte
- Siptenfelde
- Straßberg
  - Lindenberg

## Népesség
A település népességének változása:
| Lakosok száma | 7812 | 7745 | 7559 | 7698 | 7510 |
|               | 2017 | 2019 | 2021 | 2022 | 2023 |